# Raúl Osorio
Raúl Andrés Osorio Medina (Graneros, Región del Libertador Bernardo O'Higgins, Chile, 29 de junio de 1995) es un futbolista chileno que se desempeña como defensa en San Luis de la Primera B de Chile.

## Trayectoria
Raúl Osorio se formó en las divisiones inferiores de O'Higgins desde los 14 años jugando por casi todas las series juveniles del club también participando en juveniles de la Selección Chilena, debido a su gran capacidad para jugar. En 2013 Eduardo Berizzo lo integra al primer equipo y lo lleva a la pretemporada que realizaron en México jugando la Copa Telcel. Debutó en el fútbol profesional en un partido contra Audax Italiano por la primera fecha de Copa Chile 2014-15. Osorio ha sido Sparring en la selección absoluta y en varias oportunidades en nóminas para selecciones sub-20 para jugar partidos amistosos y sudamericanos.
Osorio además estuvo en el plantel que consiguió el Torneo Apertura 2013 y  la Supercopa de Chile con la celeste. En mayo de 2014 Claudio Vivas lo nomina y disputó el Torneo Esperanzas de Toulon quedando eliminados en fase de grupos.

## Selección Chilena

### Selecciones menores
Su debut con la Selección de Fútbol de Chile Sub-20 se produjo el 19 de enero de 2015 contra la Selección de Colombia Sub-20 donde perdieron 6-1 por el Campeonato Sudamericano Sub-20 2015.

#### Participaciones en el Torneo Esperanzas de Toulon
| Campeonato                  | Sede    | Año  |
| --------------------------- | ------- | ---- |
| Torneo Esperanzas de Toulon | Francia | 2014 |

## Estadísticas

### Clubes
| O'Higgins · Chile                                                                                           | 1.ª           | 2013          | —   | — | 2  | 0 | —  | — | 2   | 0 |
| O'Higgins · Chile                                                                                           | 1.ª           | 2013-14       | 2   | 0 | 0  | 0 | 0  | 0 | 4   | 0 |
| O'Higgins · Chile                                                                                           | 1.ª           | 2014-15       | 1   | 0 | 1  | 0 | —  | — | 2   | 0 |
| O'Higgins · Chile                                                                                           | 1.ª           | 2015-16       | 30  | 0 | 8  | 0 | —  | — | 38  | 0 |
| O'Higgins · Chile                                                                                           | 1.ª           | 2016-17       | 29  | 0 | 4  | 0 | 4  | 0 | 37  | 0 |
| O'Higgins · Chile                                                                                           | 1.ª           | 2017          | 11  | 0 | 4  | 0 | 0  | 0 | 15  | 0 |
| O'Higgins · Chile                                                                                           | 1.ª           | 2018          | 19  | 1 | 2  | 0 | —  | — | 20  | 1 |
| O'Higgins · Chile                                                                                           | 1.ª           | 2019          | 13  | 0 | 4  | 0 | —  | — | 17  | 0 |
| Coquimbo Unido · Chile                                                                                      | 1.ª           | 2020          | 28  | 0 | —  | — | 10 | 0 | 38  | 0 |
| Coquimbo Unido · Chile                                                                                      | Total club    | Total club    | 28  | 0 | 0  | 0 | 10 | 0 | 39  | 0 |
| O'Higgins · Chile                                                                                           | 1.ª           | 2021          | 9   | 0 | —  | — | —  | — | 9   | 0 |
| O'Higgins · Chile                                                                                           | Total club    | Total club    | 114 | 1 | 25 | 0 | 4  | 0 | 144 | 1 |
| Audax Italiano · Chile                                                                                      | 1.ª           | 2022          | 16  | 0 | 2  | 0 | 0  | 0 | 18  | 0 |
| Audax Italiano · Chile                                                                                      | Total club    | Total club    | 129 | 1 | 27 | 0 | 4  | 0 | 160 | 1 |
| Deportes Temuco · Chile                                                                                     | 2.ª           | 2023          | 25  | 1 | 3  | 0 | —  | — | 28  | 1 |
| Deportes Temuco · Chile                                                                                     | Total club    | Total club    | 25  | 1 | 3  | 0 | 0  | 0 | 28  | 1 |
| Deportes La Serena · Chile                                                                                  | 2.ª           | 2024          | 21  | 0 | —  | — | —  | — | 21  | 0 |
| Deportes La Serena · Chile                                                                                  | Total club    | Total club    | 21  | 0 | 0  | 0 | 0  | 0 | 21  | 0 |
| Total carrera                                                                                               | Total carrera | Total carrera | 204 | 2 | 30 | 0 | 14 | 0 | 248 | 2 |
| (1)Incluye datos de la Copa Chile. (2)Incluye datos de la Copa Libertadores de América y Copa Sudamericana. |               |               |     |   |    |   |    |   |     |   |

### Resumen estadístico
| Competición               | Partidos | Goles |
| ------------------------- | -------- | ----- |
| Primera División de Chile | 144      | 1     |
| Copa Chile                | 25       | 0     |
| Copa Sudamericana         | 14       | 0     |
| Selección de Chile sub-20 | 3        | 0     |
| Total                     | 186      | 1     |

## Palmarés

### Títulos nacionales
| Título             | Equipo    | País  | Año  |
| ------------------ | --------- | ----- | ---- |
| Torneo Apertura    | O'Higgins | Chile | 2013 |
| Supercopa de Chile | O'Higgins | Chile | 2014 |